# Juan Eugenio Hartzenbusch
Juan Eugenio Hartzenbusch Martínez (Madrid, 6 de septiembre de 1806 – Madrid, 2 de agosto de 1880) fue un dramaturgo, poeta, traductor, filólogo y crítico español, uno de los más destacados representantes del drama romántico en su país. Es conocido principalmente por su pieza Los amantes de Teruel (1837). No hay que confundirlo con su hijo, el bibliógrafo Eugenio Hartzenbusch e Hiriart.

## Biografía
Nació el 6 de septiembre de 1806 en Madrid. Hijo de una española, María Josefa Martínez Calleja, y un ebanista alemán arruinado por la Guerra de la Independencia, quedó huérfano de madre cuando contaba solo dos años de edad y vivió con su padre y hermano durante unos años en Valparaíso de Abajo, pueblo de la provincia de Cuenca. En 1815 la familia regresó a Madrid; allí el padre creó un nuevo taller de ebanistería. Juan Eugenio se preparó para tomar los hábitos estudiando con los jesuitas en el Colegio de San Isidro (1818-1822), aprendiendo latín, francés y humanidades, pero, al carecer de vocación religiosa, prefirió continuar con la actividad del padre. Se cuenta que empleaba sus ahorrillos para comprar libros y asistir al teatro.
Por enfermedad del padre y confiscación de sus bienes a raíz de su participación en los sucesos del Trienio Liberal (1820-1823), el muchacho tuvo que trabajar en talleres ajenos, logrando por un esfuerzo admirable de su voluntad abrirse paso a una educación superior y triunfar en una sociedad cerrada a tales milagros.
Se casó muy joven (1820) con María Morgue, que murió muy pronto, y volvió a contraer matrimonio con Salvadora Hiriart. En 1824 asistió por primera vez al teatro, lo cual cambiaría definitivamente el rumbo a su vida, pues quedó sumamente impresionado con las maravillas de Antínoo en Eleusis, ópera de un acto de gran efecto escénico. Tradujo obras francesas de Molière, Voltaire y Alejandro Dumas y refundió comedias del Siglo de Oro desde 1827, como por ejemplo El amo criado, adaptada de una pieza de Francisco de Rojas Zorrilla estrenada en 1829, o Las hijas de Gracián Ramírez (1831), a partir de La restauración de Madrid de Manuel Fermín de Laviano y que, encargada por un empresario, fue un rotundo fracaso.

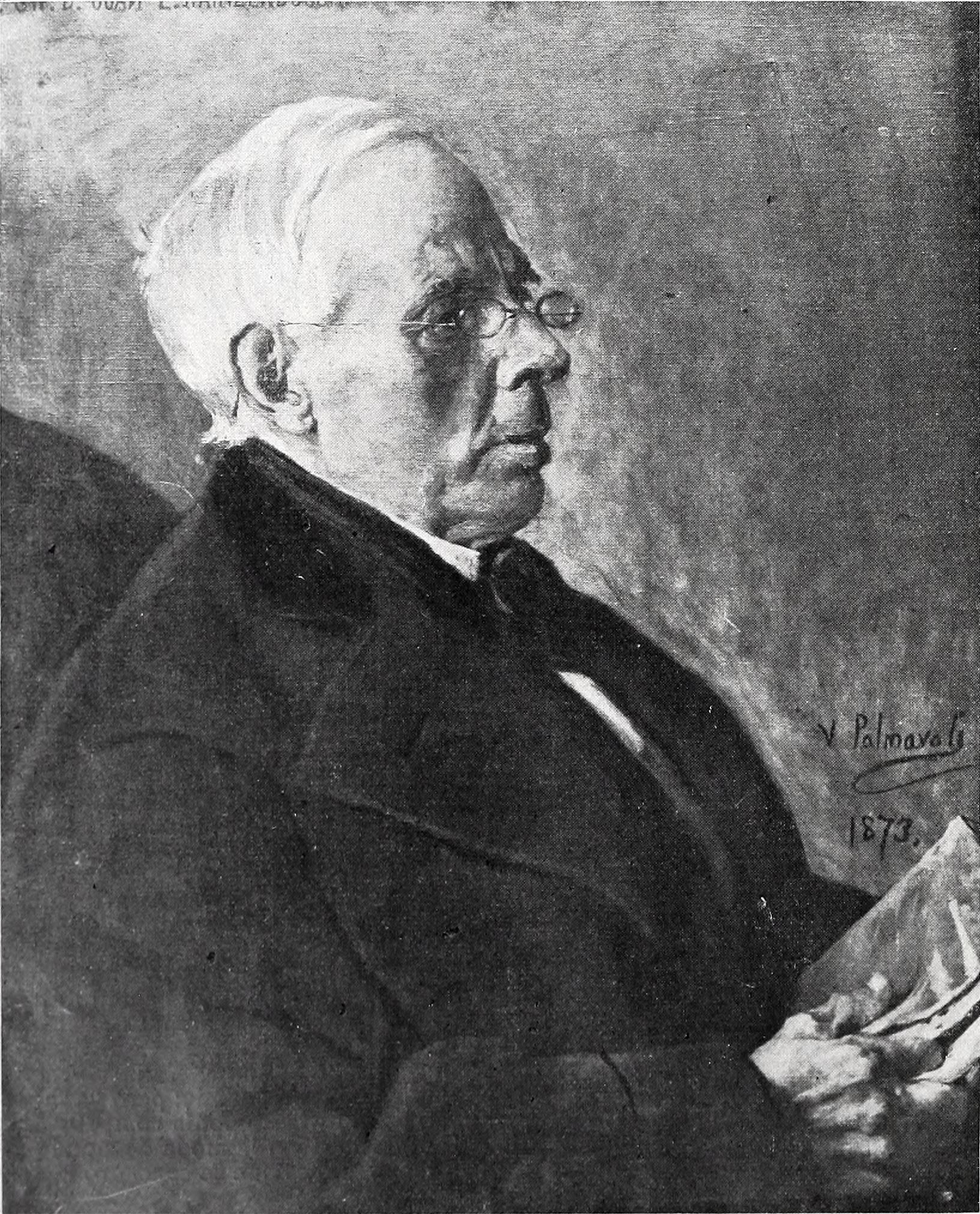
Fotografía de un retrato de Hartzenbusch en 1873, obra del pintor Vicente Palmaroli para la colección del Ateneo de Madrid.

En 1830 aprendió estenografía y se sumó a la plantilla del periódico Gaceta de Madrid en 1834; en 1837 se convirtió en taquígrafo del Diario de Sesiones del Congreso y el 19 de enero de ese mismo año estrenó con enorme éxito en el Teatro del Príncipe su drama Los amantes de Teruel, que le dio a conocer. El autor retocó el texto de la obra en otras ocasiones; la edición definitiva puede considerarse la publicada en 1849, reducida de cinco actos a cuatro y con un romanticismo menos exaltado. Desde este estreno fue reconocido como uno de los mejores autores románticos. Fue presidente del Consejo de Teatros (1852) y fue nombrado director de la Escuela Normal (1854); también trabajó como oficial primero a partir de 1844 en la Biblioteca Nacional, donde ascendió hasta ser nombrado director de la misma (1862-1875).
En 1847 ingresó en la Real Academia Española con el número de orden 179 y ocupó el sillón Ele minúscula, siendo el primero que ocupó esta letra y sillón, porque en ese mismo año se ampliaron las plazas a treinta y seis y se optó por adjudicar sillones a las doce primeras letras minúsculas. Su discurso de ingreso versó sobre el dramaturgo Juan Ruiz de Alarcón. Colaboró también en la edición de la Biblioteca de Autores Españoles de Manuel Rivadeneyra, encargándose de prologar y corregir el texto de las obras de Lope de Vega y Calderón de la Barca, y dirigiendo la edición del Teatro escogido de Tirso de Molina, en lo que demostró una pericia filológica muy superior a lo normal en aquel tiempo. También realizó una edición del Don Quijote y dejó preparadas las notas para una segunda. Hartzenbusch, que murió en su vivienda del número 13 de la calle de Leganitos el 2 de agosto de 1880, fue sepultado en el cementerio de la Sacramental de San Ginés y San Luis.
Sus contemporáneos destacaron en él su carácter metódico y disciplinado y sus costumbres sencillas; no asistía a sus estrenos y, aunque era formal, nunca fue adusto ni severo, aunque algunas veces se mostró vehemente al defender sus principios en disputas y controversias. Poseía una memoria portentosa, poblada de clásicos del Siglo de Oro, y era de ideología liberal, por lo que incluso fue miliciano nacional a pesar de su débil constitución.
En 1886 el Ayuntamiento de Madrid le dedicó la calle de Hartzenbusch, anteriormente llamada calle de Moreno Rodríguez.

## Obra

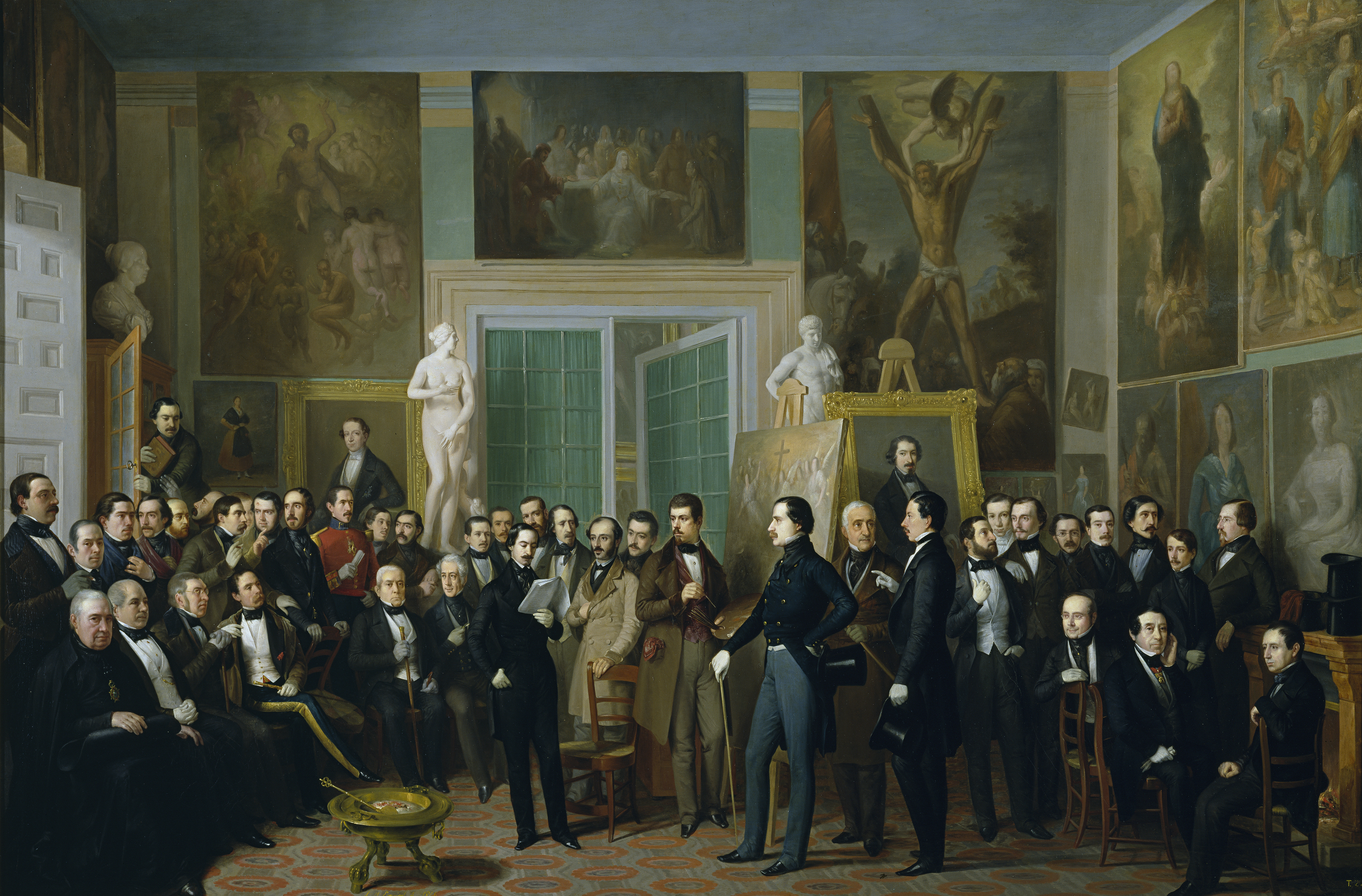
Juan Eugenio de Hartzenbusch retratado en Los poetas contemporáneos (1846) por Antonio María Esquivel (Museo del Prado, Madrid)

El conocimiento de la poesía germánica le impulsó a buscar la concisión y el sentido moral y filosófico más que la brillantez y la armonía. Fue un excelente traductor de poemas italianos y alemanes: dominaba esos idiomas y además el inglés y el francés.
Los amantes de Teruel (1837) es un drama romántico en prosa y verso y se inspira en la leyenda turolense del mismo nombre y que tal vez proviene del Decamerón de Giovanni Boccaccio. Aparece por vez primera el tema en El peregrino curioso, de Bartolomé de Villalba y Estaña (1577) y figura en el poema Florando de Castilla del licenciado Jerónimo de Huerta; se amplificó en Los amantes de Teruel de Juan Yagüe de Salas y después fue llevada a las tablas por Andrés Rey de Artieda, Tirso de Molina y Juan Pérez de Montalbán. Hartzenbusch reformó su pieza tres veces deseando llegar a la posible perfección.
Narra como el caballero pobre Diego Marcilla, enamorado de Isabel de Segura, obtiene de los padres de ella el plazo de seis años para alcanzar fortuna y poderse casar con su hija. Parte a luchar a Siria contra los infieles y vuelve rico, pero a su regreso es hecho prisionero por los moros de Valencia; prendada de él la sultana Zulima y viéndose despreciada, marcha a Teruel para vengarse. Entretanto Don Rodrigo de Azagra, poderoso pretendiente de Isabel, trata de casarse pronto con ella utilizando como chantaje unas cartas comprometedoras para la madre de Isabel; se acuerda al fin el matrimonio entre Isabel y Azagra, pero Diego consigue al fin la libertad y corre a Teruel, en cuyas cercanías unos bandoleros convenidos con Zulima lo detienen mientras se celebra la ceremonia religiosa del casamiento entre Isabel y Azagra; al fin logra llegar a Teruel y se presenta a su novia, la cual, para alejarlo, dice que ya no le ama; Marcilla muere a efectos de tan rudo golpe e Isabel, desplomándose sobre su cadáver, expira también.
Hartzenbusch escribió además los dramas Doña Mencía (1839), un drama muy original sobre la Inquisición; Alfonso el Casto (1841), ambientada en el Oviedo de la Reconquista, y cuyo tema es la pasión incestuosa del Rey por su hermana Jimena, enamorada de Sancho Saldaña (de su unión nacería el mítico Bernardo del Carpio, protagonista de muchos romances). Pero Alfonso, carcomido por su nefanda pasión, persigue sin tregua al noble. Sin embargo, Hartzenbusch suaviza el final de la historia; La jura en Santa Gadea (1845), donde el personaje de El Cid aparece tierno y sensible sin perder por ello su parte de héroe; La madre de Pelayo (1846) y La luz de la raza (1852).
También cultivó la comedia de magia, género popular en el siglo XVIII a causa de sus efectos escénicos pero ya en decadencia, con obras como La redoma encantada (1839) o la famosísima en su época Los polvos de la madre Celestina (1840). Escribió también Fábulas (1843), algunas de ellas versiones de fabulistas alemanes como Gottlieb Konrad Pfeffel, Christian Fürchtegott Gellert, Friedrich von Hagedorn, Gotthold Ephraim Lessing y otros ingleses desconocidos en estas latitudes, otras extraídas de la colección francesa Fablier de la jeunesse (1801), otras inspiradas en escritores clásicos del Siglo de Oro, como Mateo Alemán, Lope de Vega y Calderón, y otras completamente originales (por caso, Las indirectas del padre Cobos), así como artículos costumbristas. En las fábulas no escasea la crítica social.
Entre sus sainetes en prosa destacan La visionaria (1840), La coja y el encogido (1842) y Juan de Viñas (1844). Editó clásicos españoles, entre ellos Miguel de Cervantes, Tirso, Lope, Alarcón y Calderón, con prólogos y notas y, por lo general, muy atinadas correcciones textuales. Sus ideas sobre ecdótica y crítica textual estuvieron muy por encima de las de sus contemporáneos y las ejerció en sus ediciones y en particular en una de Don Quijote de la Mancha y en un gran número de correcciones textuales a esta obra que dejó inéditas y fueron publicadas póstumas. Colaboró en los treinta y cuatro volúmenes de la Enciclopedia moderna. Diccionario universal de literatura, ciencias, artes, agricultura, industria y comercio (1851-1855), publicada en Madrid por Francisco de Paula Mellado, supervisando la traducción y corrigiendo, ampliando y adaptando los autores dramáticos. Su caudaloso e importante epistolario, depositado en la Biblioteca Nacional de España, está aún por editar.